# مسیر مرکزی تجارت برده و عاج

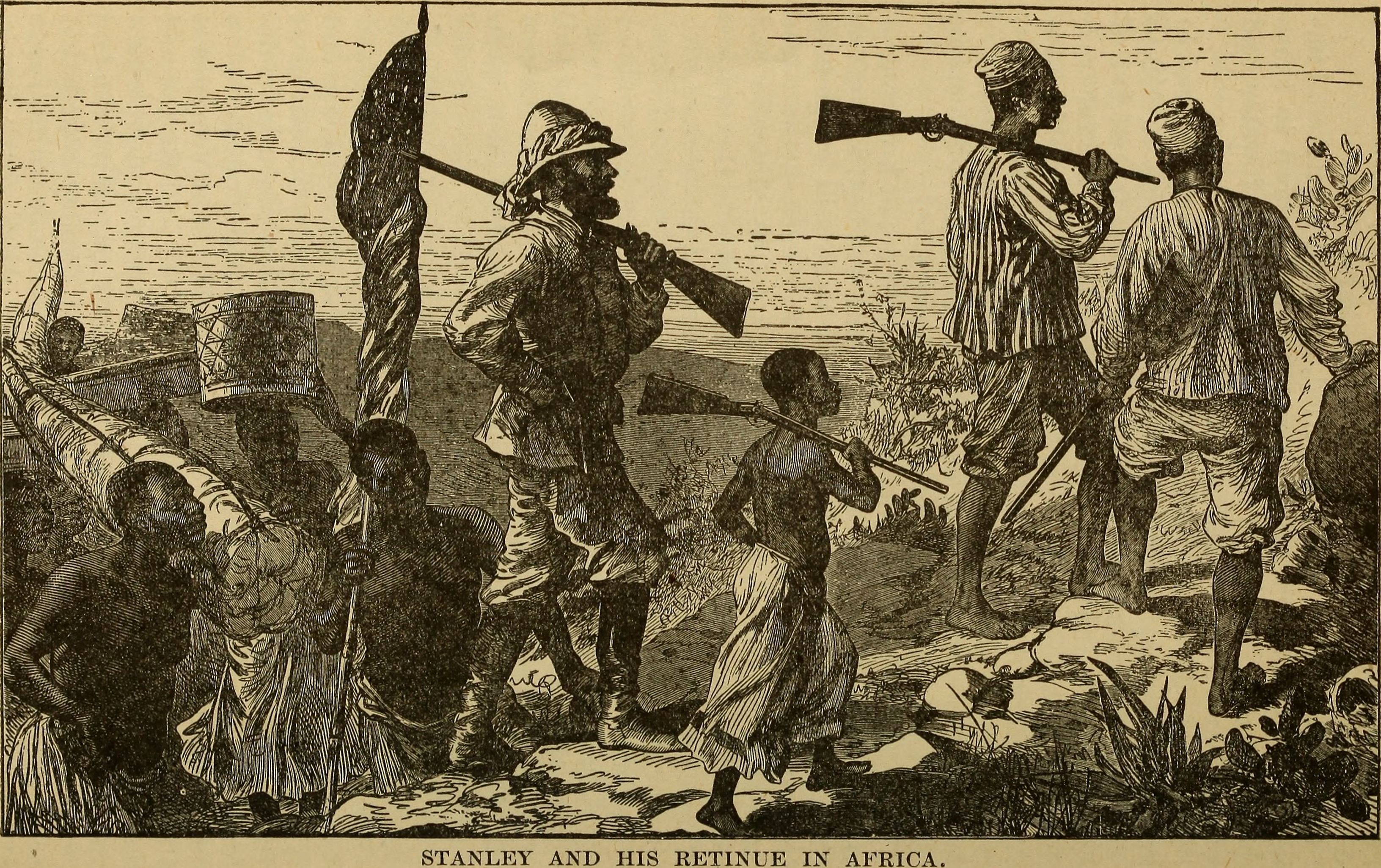

تا ۱۵۰ سال پیش، میلیون‌ها آفریقایی توسط شکارچیان برده اسیر شدند. آن‌ها را به زنجیر می‌بستند و مجبور میکردند چند صد کیلومتر پیاده‌روی کنند تا برای مثال به مزرعه‌داران فروخته شوند که به عنوان نیروی کار ارزان در مزارع مورد استفاده قرار گیرند. آفریقای مرکزی و شرقی یکی از اصلی‌ترین مناطقی بود که شکارچیان و تاجران برده، که بیشتر آن‌ها عرب بودند، معاملات خود را انجام می‌دادند. آنها قربانیان خود را به عنوان مثال در برخی از مناطق که امروزه بخشی از جمهوری دموکراتیک کنگو است و در بخش‌های غربی و مرکزی تانزانیا امروزی دستگیر می‌کردند. بردگان به ساحل و از آنجا به جزیره زنگبار آورده می‌شدند و بیشتر در کشورهای عربی، ایران، هند، موریتانی و یونان فروخته می‌شدند.
به‌طور رسمی، تجارت برده در سال ۱۸۷۳ تحت فشار بریتانیا ممنوع شد، اما به مدت چندین سال مخفیانه ادامه یافت. یکی از مسیرهایی که کاروان‌های بازرگانان از آن استفاده می‌کردند از اوجیجی در ساحل دریاچه تانگانیکا شروع شده و بیش از ۱۲۰۰ کیلومتر را طی کرده به باگامویو، درست روبروی زنگبار در سرزمین اصلی تانزانیا، به پایان می‌رسید. کارشناسان این مسیر را به عنوان مسیر اصلی از سه مسیری که برای شرق آفریقا مستند شده‌است، در نظر می‌گیرند. یادگارهایی از این مسیر هنوز از گذشته مشهود هستند مانند قلعه‌های عربی و سایر بناهای تاریخی یا بخش‌هایی از مسیر راه. شش مرکز در امتداد مسیر بردگان مرکزی شناسایی شده‌است که شامل باگامویو، مامبویا، مپوآوا، کیلی‌متیند، کویهارا و اوجیجی باگامویو می‌شود، زیرا به دلیل موقعیت آن در امتداد اقیانوس هند و بندر و شهر اصلی در امتداد سواحل تانزانیا است. از باگامویو، برده‌ها به زنگبار فرستاده می‌شدند، جایی که بازار برده‌ها و ساختمان‌هایی مانند کاروانسرا، خانه گمرک و قلعه قدیمی وجود دارد.